# Glenmont (metropolitana di Washington)
Glenmont è una stazione della metropolitana di Washington, capolinea nordorientale della linea rossa. Si trova a Glenmont, in Maryland, sulla Maryland Route 97.
È stata inaugurata il 25 luglio 1998.
La stazione ha un parcheggio da circa 3000 posti ed è servita da autobus dei sistemi Metrobus (anch'esso gestito dalla WMATA) e Ride On.